# Smeringopina africana
Smeringopina africana là một loài nhện trong họ Pholcidae. Loài này được phát hiện ở West-Afrika.